# LoredanaBertE'
LoredanabertE' è il quinto album di Loredana Bertè, uscito nel 1980 per la CGD; trainato dalla hit In alto mare, ebbe un buon successo ottenendo il Disco d'oro per le 100.000 copie vendute. 

## Descrizione
È stato prodotto da Mario Lavezzi (all'epoca compagno della Bertè e suo produttore abituale), arrangiato da Tony Mimms e mixato da Chris Jenkins; la registrazione avvenne negli Stone Castle Studios di Carimate fra febbraio e marzo del 1980 e fu pubblicato il 16 aprile. 
È considerato il disco della svolta funky per la Bertè, dopo le sonorità reggae dell'album Bandabertè (1979).
La maggior parte dei brani fu composta da Oscar Avogadro e da Mario Lavezzi, come nei precedenti album della cantante; Daniele Pace, altro storico autore della Bertè, scrisse con Avogadro il testo del singolo In alto mare, che ebbe grande successo con le sue sonorità funky, riprese anche nei brani Prima o poi e Io resto senza vento.Tra gli autori è presente anche Pino Daniele, che firma il brano Un po' di tutto e la musica di Buongiorno anche a te; parteciparono alla scrittura delle musiche anche Ron (Diverse libertà) e Alberto Radius (Prima o poi e Bongo Bongo). L'album rappresentò l'esordio della pluriennale collaborazione della Berté con quella che diventerà la sua storica corista Aida Cooper.

## Singoli
In alto mare/Buongiorno anche a te fu l'unico singolo estratto dall'album e venne presentato fuori concorso al Festivalbar, diventando rapidamente una delle hit di quell'anno, arrivando all'ottava posizione in classifica con più di 200.000 copie vendute.

## Ristampe
L'album è stato ristampato su CD nel 1997.
Il 20 settembre 2020 in occasione del compleanno di Loredana Bertè (70 anni) e del quarantennale dalla prima pubblicazione (1980), l'album è stato ristampato (per la serie 70Bertè Vinyl Collection) per la prima volta in formato 'picture disc' in due versioni: "standard" con card (che riproduce la copertina originale del 45 giri In alto mare) e "deluxe" con card autografata dalla stessa Bertè.

## Tracce
1. In alto mare – 4:35 (testo: Oscar Avogadro, Daniele Pace – musica: Mario Lavezzi)
2. Un po' di tutto – 4:19 (Pino Daniele)
3. Oh angelo mio – 4:25 (testo: Oscar Avogadro – musica: Mario Lavezzi)
4. Prima o poi – 4:28 (testo: Oscar Avogadro – musica: Alberto Radius, Roberto Colombo)
5. Io resto senza vento – 3:46 (testo: Oscar Avogadro – musica: Rosario Jermano)
6. Buongiorno anche a te – 3:27 (testo: Oscar Avogadro – musica: Pino Daniele)
7. Dicembre – 3:50 (testo: Oscar Avogadro – musica: Mario Lavezzi)
8. Diverse libertà – 3:32 (testo: Gianfranco Baldazzi – musica: Ron)
9. Bongo bongo – 3:20 (testo: Oscar Avogadro – musica: Alberto Radius)

## Formazione
- Loredana Bertè – voce
- Mario Lavezzi – chitarra
- Pino Daniele – chitarra su traccia 6
- Kelvin Bullen – chitarra su tracce 2, 4, 5, 7
- Giorgio Cocilovo – chitarra su tracce 2, 3
- Chris Jenkins – steel guitar su traccia 8
- Stefano Pulga – tastiera
- Dino Kappa – basso su tracce 1, 3, 4, 5, 6, 9
- Dino D'Autorio – basso su tracce 2, 7, 8
- Walter Calloni – batteria
- Rosario Jermano – percussioni su tracce 1, 2, 3, 6, 7, 9
- Claudio Pascoli – lyricon su traccia 1, sax su tracce 2, 4
- Eloisa Francia, Lalla Francia, Aida Cooper – cori su tracce 3, 4, 8, 9

## Copertina
La copertina, ideata da Romeo Borzini che ne curò anche il progetto grafico, vede un primissimo piano degli occhi della cantante con in testa un cappello su cui è dipinto un paesaggio (Il cappello, acrilico su tela, 1979), opera dello stesso Borzini; la foto è di Michel Roi.

## Successo commerciale
LoredanabertE' raggiunse la posizione numero 14 della Hit Parade, dove rimase per tre settimane consecutive, e restò nella top 50 per 21 settimane consecutive. Ottenne il disco d'oro per le oltre 100 000 copie vendute; nella classifica annuale dei 100 album più venduti nel 1980 si classificò al 61º posto.